# Cox's Bazar
Pronunciação
Cox's Bazar, ou Bazar de Cox, é uma cidade, porto de pesca, centro de turismo e sede distrital no sudeste de Bangladesh. Está localizado 150 quilômetros (93 mi) ao sul da cidade de Chittagong. Cox's Bazar também é conhecido pelo nome de Panowa, que se traduz literalmente como "flor amarela". Outro nome antigo era " Palongkee ".
A cidade cobre uma área de 23,4 km2 com 58 Almofalas e 27 distritos e em 2011 tinha uma população de 265 500 Cox's Bazar é conectado por via rodoviária e aérea com Chatigão.
O moderno Cox's Bazar deriva seu nome do capitão Hiram Cox, um oficial da Companhia Britânica das Índias Orientais, superintendente do posto avançado de Palongkee. Para comemorar seu papel no trabalho de reabilitação de refugiados, um mercado foi criado e batizado com seu nome. É um dos principais pontos turísticos de Bangladesh. A cidade tem a maior praia natural ininterrupta do mundo. Todos os anos, mais de um milhão de visitantes visitam a cidade de todo o mundo.

## História
Durante o início do século IX, a área metropolitana de Chittagong, incluindo Cox's Bazar, esteve sob o domínio dos reis de Arakan até sua conquista pelos mongóis em 1666. Quando o príncipe mogol Shah Shuja estava passando pelo terreno montanhoso do atual Cox's Bazar a caminho de Arakan, ele foi atraído por sua beleza cênica e cativante. Ele comandou suas forças para acampar lá. Sua comitiva de mil palanquins parou ali por algum tempo. Um lugar chamado Dulahazara , que significa "mil palanquins", ainda existe na área. Após os mongóis, o local passou para o controle dos tipras e aracaneses, seguidos pelos portugueses e depois pelos ingleses.
O nome Cox's Bazar originou-se do nome de um oficial da British East India Company, capitão Hiram Cox, que foi nomeado superintendente do posto avançado de Palonki (hoje Cox's Bazar). Ele sucedeu Warren Hastings, que se tornou governador de Bengala após a Lei da Companhia Britânica das Índias Orientais em 1773. Cox embarcou na tarefa de reabilitação e assentamento dos refugiados arakaneses na área. Ele reabilitou muitos refugiados na área, mas morreu em 1799 antes de terminar seu trabalho. Para homenageá-lo, um mercado foi criado e batizado em sua homenagem, chamado Cox's Bazar. Cox's Bazar foi estabelecido pela primeira vez em 1854 e tornou-se um município em 1869.
Após o Motim Sepoy em 1857, a Companhia Britânica das Índias Orientais foi altamente criticada por motivos humanitários, especialmente por seu monopólio do comércio de ópio sobre o subcontinente indiano. No entanto, após sua dissolução em 1º de janeiro de 1874, os ativos da empresa, incluindo suas forças armadas, foram adquiridos pela Coroa Britânica. Após esta aquisição, Cox's Bazar foi declarado um distrito da Província de Bengala sob a Coroa Britânica.

### Século 20

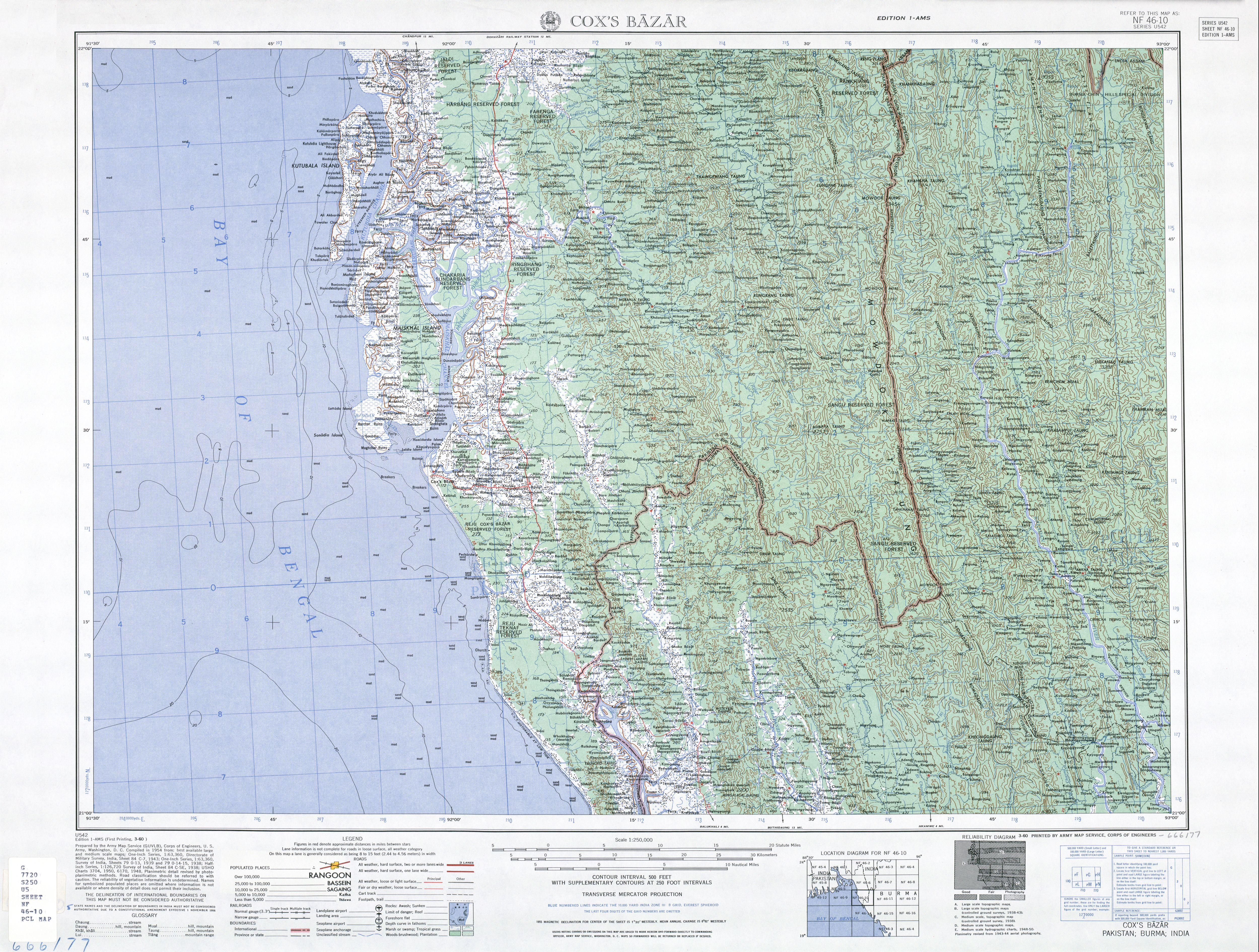
Mapa Cox's Bazar da série U542, US Army Map Service, 1955

Logo após o fim do domínio britânico em 1947, Cox's Bazar tornou-se parte do Paquistão Oriental. O capitão advogado Fazlul Karim, o primeiro presidente pós-independência do município de Cox's Bazar, estabeleceu a Floresta Tamarisk ao longo da praia. Ele queria atrair turistas e também proteger a praia dos tsunamis. Doou grande parte das terras do sogro e das próprias terras para a construção de uma biblioteca pública e de uma prefeitura. Karim foi inspirado a construir Cox's Bazar como um ponto turístico depois de ver as praias de Bombaim e Karachi, e foi um resort pioneiro no desenvolvimento de Cox's Bazar como um destino. Karim estabeleceu uma maternidade, o estádio e o sistema de drenagem obtendo doações da Fundação Ford e da Fundação Rockefeller por correspondência. TH Matthews, o diretor do Dacca Engineering College (1 – 49~1954), era um amigo que o ajudou nesses esforços de arrecadação de fundos. O engenheiro Chandi Charan Das foi o engenheiro civil do governo que trabalhou em todos esses projetos.
Em 1959, o município foi transformado em um comitê da cidade.
Em 1961, o Serviço Geológico do Paquistão iniciou a investigação de minerais radioativos como a monazita ao redor da área da praia de Cox's Bazar.
Em 1971, o cais de Cox's Bazar foi usado como porto naval pelas canhoneiras da Marinha do Paquistão. Esta e a pista de pouso próxima da Força Aérea do Paquistão foram palco de intensos bombardeios da Marinha Indiana durante a Guerra de Libertação de Bangladesh. Durante a guerra, soldados paquistaneses mataram muitas pessoas na cidade, incluindo o eminente advogado Jnanendralal Chowdhury. A morte de dois lutadores pela liberdade chamados Farhad e Subhash em Badar Mokam também está registrada na história.
Após a independência de Bangladesh, Cox's Bazar começou a receber atenção administrativa. Em 1972, o comitê municipal de Cox's Bazar foi novamente transformado em município. Em 1975, o governo de Bangladesh estabeleceu uma planta piloto em Kalatali. Em 1984, a subdivisão de Cox's Bazar foi promovida a distrito e, cinco anos depois (em 1989), o município de Cox's Bazar foi elevado à categoria B. Em 1994 (empregos), a Estação de Tecnologia e Pesca Marinha (MFTS) foi estabelecida em Cox's Bazar. MFTS é uma estação de pesquisa do Bangladesh Fisheries Research Institute (BFRI) com sede em Mymensingh. A estação ocupa uma área de quatro hectares e contém cinco laboratórios.

### Século 21
Em setembro de 2012, o município foi o local dos distúrbios de Cox's Bazar e Ramu, onde muçulmanos locais atacaram a comunidade budista por causa de uma suposta profanação do Alcorão postada no Facebook.
Em 2017, centenas de milhares de refugiados ruaingas de Myanmar chegaram ao distrito de Cox's Bazar, totalizando 725 000 em outubro de 2018; o campo de refugiados de Kutupalong resultante tornou-se o maior campo de refugiados do mundo.
Em 14 de maio de 2020, o primeiro caso confirmado de COVID-19 foi detectado entre os 860 000 refugiados que viviam no distrito de Cox's Bazar.
Em março de 2021, um incêndio no campo de refugiados deixou 15 mortos e cerca de 400 desaparecidos e deslocou mais de 45 000, a maioria refugiados rohingya.

## Geografia e clima
Cox's Bazar está localizado 150 km ao sul da cidade sede da divisão de Chatigão. A cidade de Cox's Bazar tem uma área de 6,85 km2, e é limitado pelo rio Bakkhali no norte e leste, Baía de Bengala no oeste e Jhilwanj Union no sul.
A praia de Cox's Bazar tem um declive suave e uma extensão ininterrupta de 155 km é muitas vezes denominada a "maior praia natural de mar ininterrupto" do mundo.
Cox's Bazar fica em uma planície costeira no canto sudeste de Bangladesh. De cima, a planície parece se expandir para a Baía de Bengala. Ao longo da costa encontra-se uma extensa área de praia e dunas. A maior parte da cidade é construída em uma planície de inundação que é mais baixa do que as dunas, tornando-a mais suscetível a inundações devido a ciclones e marés de tempestades. A planície costeira de Cox's Bazar foi formada depois que o mar atingiu seu nível atual há cerca de 6 500 anos, com a área da atual planície de inundação originalmente formando um sumidouro de sedimentos que desde então foi gradualmente preenchido pelo rio Bakkhali, bem como riachos menores descendo de as colinas.
O clima de Bangladesh é determinado principalmente por sua localização na região tropical de clima de monção: altas temperaturas, chuvas fortes e umidade geralmente excessiva, com variações sazonais distintas. O clima de Cox's Bazar é muito semelhante ao do resto do país, mas com uma estação de monções ainda mais chuvosa no sudoeste devido à sua localização costeira. A temperatura média anual em Cox's Bazar é de no máximo 30.1 °C (86.2 °F) e um mínimo de 22.0 °C (71.6 °F). A precipitação média anual é de 3,524 mm (138.7 in).
| Climate data for Cox's Bazar                    | Climate data for Cox's Bazar | Climate data for Cox's Bazar | Climate data for Cox's Bazar | Climate data for Cox's Bazar | Climate data for Cox's Bazar | Climate data for Cox's Bazar | Climate data for Cox's Bazar | Climate data for Cox's Bazar | Climate data for Cox's Bazar | Climate data for Cox's Bazar | Climate data for Cox's Bazar | Climate data for Cox's Bazar | Climate data for Cox's Bazar |
| Mês                                             | Jan                          | Fev                          | Mar                          | Abr                          | Mai                          | Jun                          | Jul                          | Ago                          | Set                          | Out                          | Nov                          | Dez                          | Ano                          |
| ----------------------------------------------- | ---------------------------- | ---------------------------- | ---------------------------- | ---------------------------- | ---------------------------- | ---------------------------- | ---------------------------- | ---------------------------- | ---------------------------- | ---------------------------- | ---------------------------- | ---------------------------- | ---------------------------- |
| Recorde alta °C (°F)                            | 32.8 (91)                    | 33.9 (93)                    | 36.1 (97)                    | 37.2 (99)                    | 35.0 (95)                    | 36.1 (97)                    | 33.3 (91.9)                  | 33.3 (91.9)                  | 34.4 (93.9)                  | 33.9 (93)                    | 33.3 (91.9)                  | 33.7 (92.7)                  | 37.2 (99)                    |
| Média alta °C (°F)                              | 26.7 (80.1)                  | 28.5 (83.3)                  | 30.9 (87.6)                  | 32.1 (89.8)                  | 32.3 (90.1)                  | 30.7 (87.3)                  | 30.0 (86)                    | 30.2 (86.4)                  | 30.9 (87.6)                  | 31.6 (88.9)                  | 30.0 (86)                    | 27.5 (81.5)                  | 30.1 (86.2)                  |
| Média baixa °C (°F)                             | 15.0 (59)                    | 17.0 (62.6)                  | 20.7 (69.3)                  | 23.9 (75)                    | 25.1 (77.2)                  | 25.2 (77.4)                  | 25.1 (77.2)                  | 25.0 (77)                    | 25.0 (77)                    | 24.3 (75.7)                  | 21.1 (70)                    | 16.5 (61.7)                  | 22.0 (71.6)                  |
| Recorde baixa °C (°F)                           | 7.8 (46)                     | 9.4 (48.9)                   | 11.1 (52)                    | 16.1 (61)                    | 16.7 (62.1)                  | 20.6 (69.1)                  | 21.7 (71.1)                  | 19.4 (66.9)                  | 21.7 (71.1)                  | 17.2 (63)                    | 13.3 (55.9)                  | 8.9 (48)                     | 7.8 (46)                     |
| Precipitação média mm (pol.)                    | 4.1 (0.161)                  | 17.0 (0.669)                 | 34.7 (1.366)                 | 121.8 (4.795)                | 286.8 (11.291)               | 801.9 (31.571)               | 924.6 (36.402)               | 667.1 (26.264)               | 330.1 (12.996)               | 213.6 (8.409)                | 109.4 (4.307)                | 13.0 (0.512)                 | 3 524,1 (138,744)            |
| Média de dias chuvosos                          | 1                            | 2                            | 3                            | 6                            | 13                           | 19                           | 22                           | 21                           | 14                           | 7                            | 4                            | 1                            | 113                          |
| Média umidade relativa (%)                      | 72                           | 71                           | 75                           | 78                           | 80                           | 87                           | 89                           | 88                           | 86                           | 82                           | 77                           | 74                           | 80                           |
| Source #1: Bangladesh Meteorological Department |                              |                              |                              |                              |                              |                              |                              |                              |                              |                              |                              |                              |                              |
| Source #2: Deutscher Wetterdienst (extremes)    |                              |                              |                              |                              |                              |                              |                              |                              |                              |                              |                              |                              |                              |

## Instituições educacionais
1962: Cox's Bazar Government College é a primeira faculdade que oferece ensino médio e bacharelado fundada em Cox's Bazar.1985: Cox's Bazar Law College é a primeira faculdade profissional fundada neste distrito.1991: Cox's Bazar Govt. O Women's College é o primeiro curso secundário e de bacharelado que oferece faculdade neste distrito exclusivamente para mulheres.2006: Cox's Bazar Commerce College é a primeira faculdade apenas para Estudos de Negócios, Humanidades e Gestão de Negócios.2008: Cox's Bazar Medical College é a primeira faculdade de medicina neste distrito.2013: A universidade internacional Bazar de Cox é a primeira universidade privada fundada neste distrito. O lema da universidade é Iluminando o Amanhã.
Outras faculdades nesta área: Cox's Bazar DC College, Cox's Bazar City College, Ramu Degree College, Ukhiya Degree College, Moin uddin Memorial College Nheela, Teknaf Degree College, Moheskhali degree college,.
Escolas secundárias: Cox's Bazar Govt. Escola Secundária, Cox's Bazar Govt. Escola Secundária Feminina, Escola Secundária Cox's Bazar Model, Escola Secundária Bheola Manik Char, Escola de Inglês Ramu Cantonment, Ramu Khizari Govt. High School, Biam Laboratory School and College, Kishalaya Model High School, Chakaria korak biddyapith, Chakaria Govt. High School, Palong Model High School, Shilkhali High School, Pekua, Ukhiya Govt. Escola Secundária, Escola Secundária Nheela, Escola Secundária Preparatória Poura.

## Economia e desenvolvimento

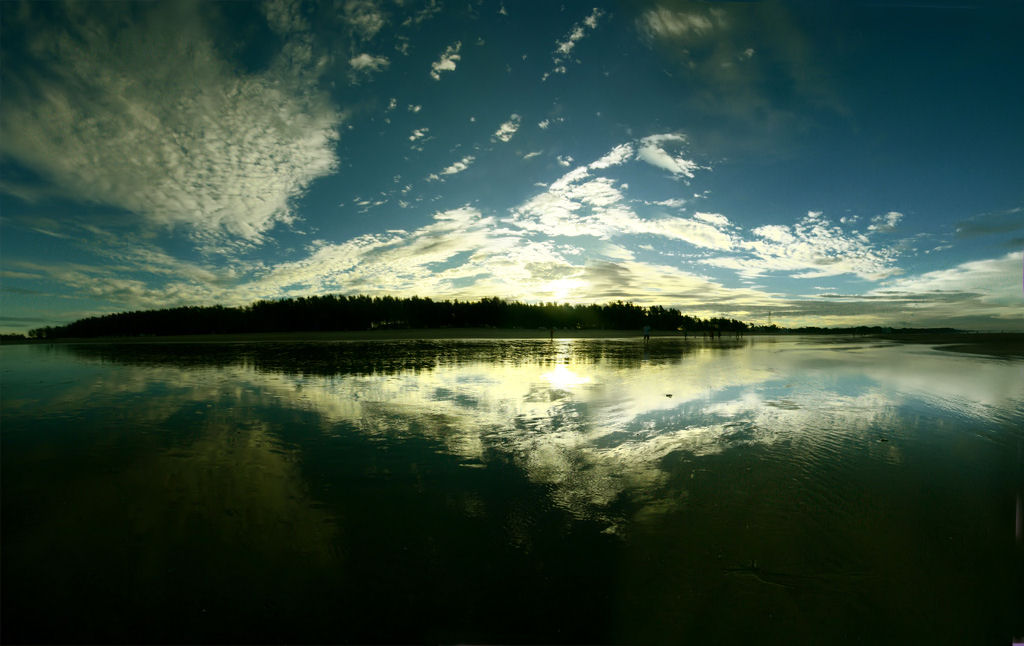
Panorama de Cox's Bazar no início da manhã: nuvens em um céu azul, água parada e floresta ao longe.

A principal atividade econômica em Cox's Bazar é o turismo. Vários hotéis, pousadas e motéis foram construídos na cidade e na região costeira, e muitas pessoas estão envolvidas na indústria de serviços. Ostras, caracóis, pérolas e seus ornamentos são muito populares entre os turistas e as pessoas estão envolvidas no negócio de transporte para turistas. 
As pessoas estão envolvidas na pesca e coleta de frutos do mar e produtos do mar para seu sustento. Cox's Bazar é um dos poucos locais importantes para aquicultura em Bangladesh. Junto com Khulna, é considerada uma importante fonte de receita de câmbio. Além de uma mistura de agricultura de pequena escala, pesca marinha e interior e produção de sal são outras fontes industriais que desempenham papéis importantes na economia nacional. 
Em abril de 2007, como Bangladesh estava conectado à rede de cabos submarinos como membro do Consórcio SEA-ME-WE-4, Cox's Bazar foi selecionado como a estação de pouso do cabo submarino.

## Transporte

Estação de desembarque de cabo submarino

### Estrada

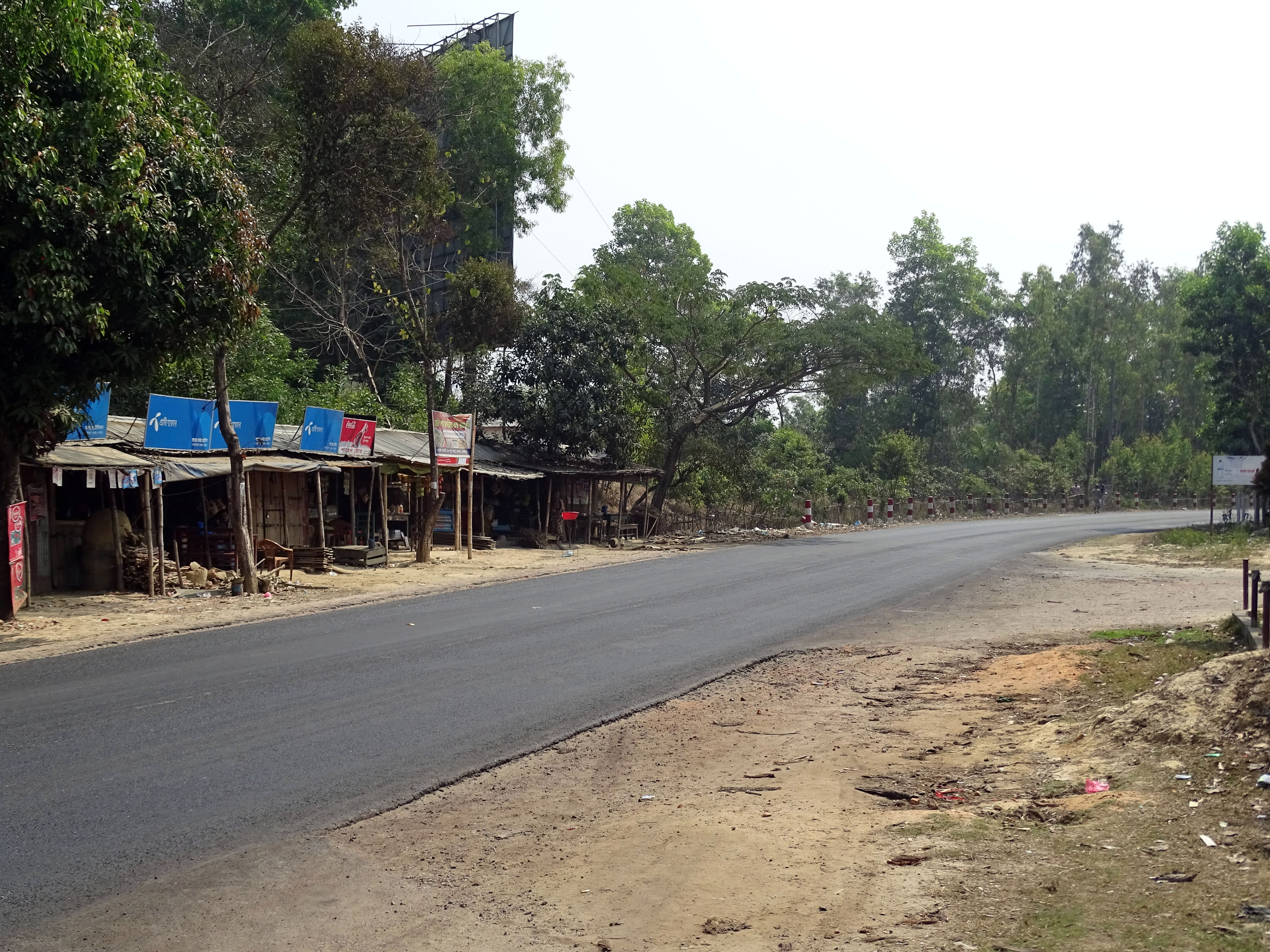
Estrada Nacional em Cox's Bazar (N1)

A N110 é a autoestrada nacional que liga a cidade à capital e maior cidade do país, Dhaka, bem como a muitas outras partes do país através da N1.
Existem serviços de empresas como Green Line Paribahan, Shohag Enterprise e muitas outras para viajar para Cox's Bazar. A faixa de preço para essas viagens de ônibus premium varia de Tk. 1200 para Tk. 2500 dependendo dos assentos e do ônibus.
Viajar de ônibus para Cox's Bazar de Dhaka geralmente leva cerca de 9 a 12 horas, dependendo do tráfego.

### Aeroporto

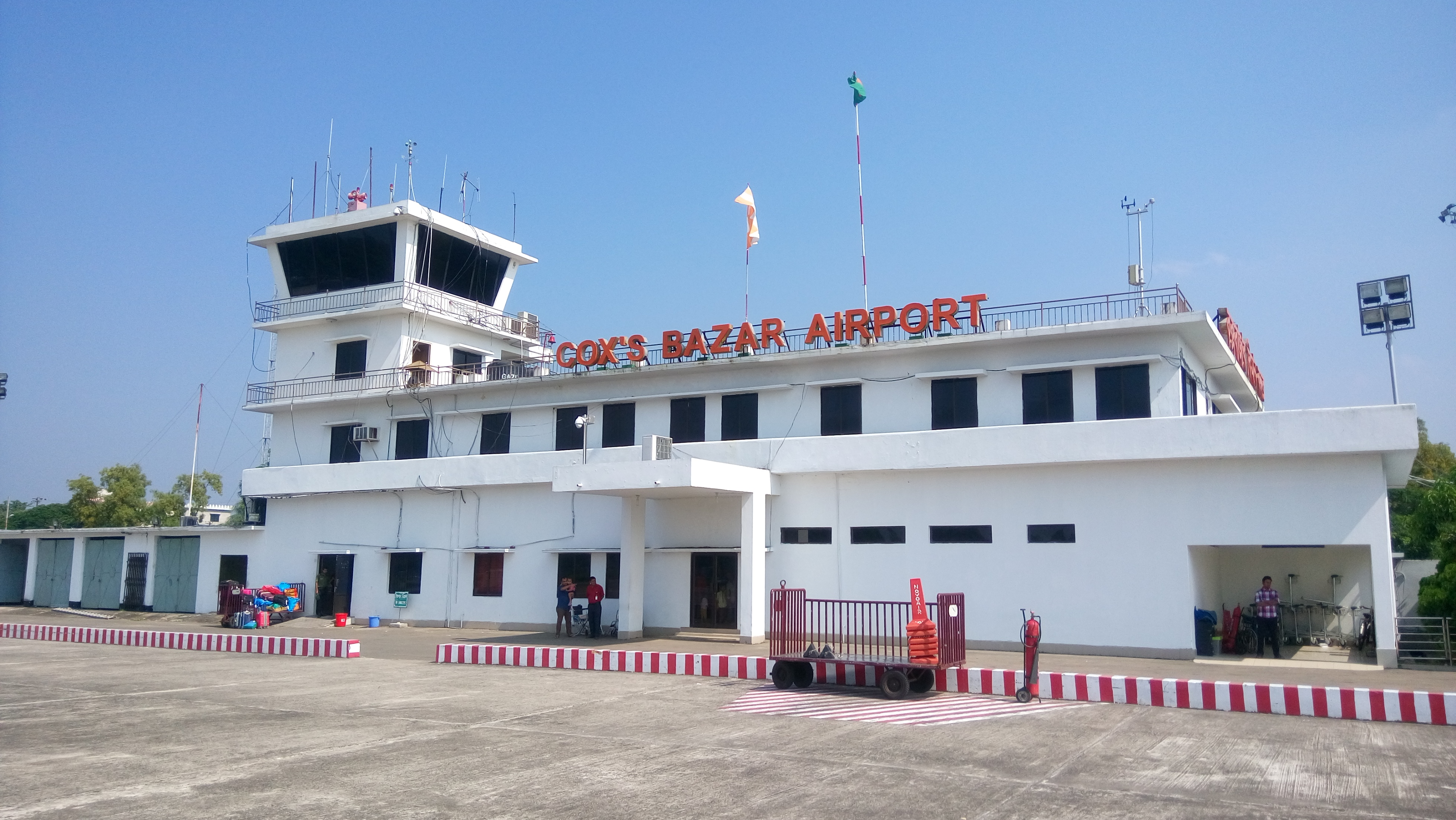
Terminal do Aeroporto de Cox's Bazar

A cidade de Cox's Bazar é servida pelo Aeroporto Internacional de Cox's Bazar, localizado a noroeste da cidade. É um dos aeroportos domésticos mais movimentados de Bangladesh. As principais companhias aéreas que servem o aeroporto são Biman Bangladesh Airlines, US-Bangla Airlines, Novoair e Regent Airways. Em novembro de 2020, a Biman Bangladesh Airlines iniciou voos entre Sylhet e Cox's Bazar, que foi o primeiro voo direto entre duas cidades sem nenhum voo de conexão de Dhaka. O Aeroporto de Cox's Bazar está sendo atualizado para um aeroporto internacional para atrair mais turistas. Isso o tornará o quarto aeroporto internacional em Bangladesh.

### Ferrovia
A estação ferroviária de Cox's Bazar é a principal estação ferroviária do distrito em construção, que fornecerá trens nas rotas nacionais operadas pela estatal Bangladesh Railway. Espera-se que seja concluído até junho de 2023.

## Turismo

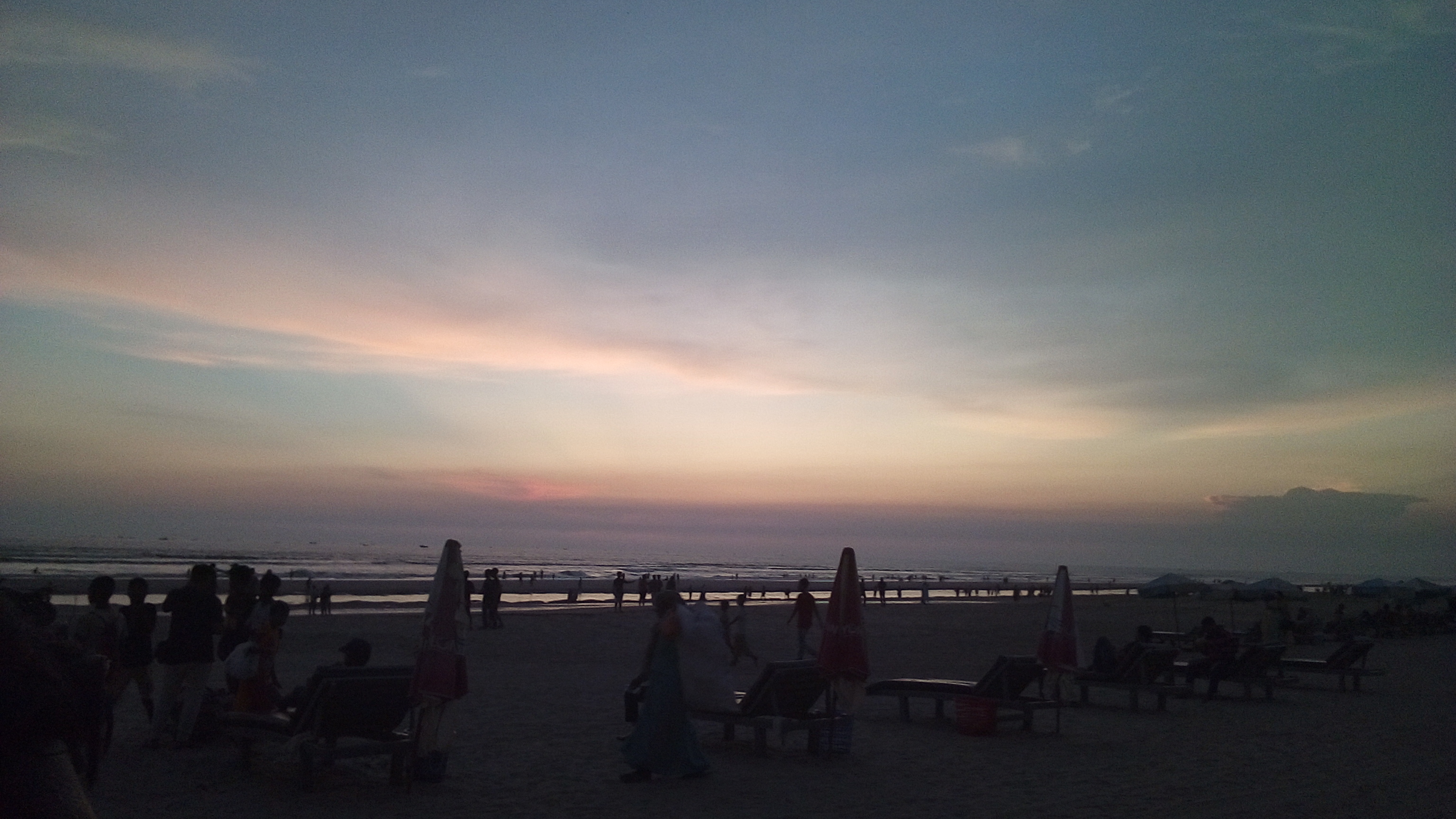
Cox's Bazar (Kolatoli Sea Beach) após o pôr do sol

- Praia de Cox's Bazar : A praia de Cox's Bazar é a principal atração da cidade com um comprimento ininterrupto de 150 quilômetros (93 mi) também chamada de "maior praia natural de mar ininterrupto" do mundo. São vários os hotéis de 3 e 5 estrelas que dotam a zona balnear exclusiva de acessórios para o turista. Os visitantes de outros hotéis visitam a praia de Laboni, que é a área da praia mais próxima da cidade. Além da praia, existem vários locais de interesse perto da cidade que podem ser facilmente visitados a partir do centro da cidade.[36][37]
- Parque Nacional de Himchari : [38] Himchari está localizado ao sul da cidade de Cox's Bazar. Consiste em uma exuberante floresta tropical, pastagens e árvores, e apresenta várias cachoeiras, a maior das quais cai em cascata em direção à praia ensolarada e ensolarada. O Parque Nacional foi estabelecido em 1980 pelo governo de Bangladesh como uma área de conservação para pesquisa, educação e recreação. Uma vez que foi o reduto de manadas de elefantes asiáticos. Ainda é o lar de um número limitado desses mamíferos.[39]
- Aggmeda Khyang: um grande mosteiro budista e um lugar reverenciado por cerca de 400.000 budistas de Cox's Bazar; e Chittagong Hill Tracts. O santuário principal é postado em uma série de colunas redondas de madeira. Tem uma câmara de oração e uma sala de reuniões, juntamente com um repositório de grandes e pequenas imagens de bronze de Buda e vários manuscritos antigos.
- Ramu : cerca de 10 quilômetros (6,2 mi) de Cox's Bazar,[40] é uma vila com uma população budista considerável. A vila vende artesanato e charutos caseiros. Existem mosteiros, khyangs e pagodes contendo imagens de Buda em bronze, ouro e outros metais com pedras preciosas. Um dos templos, às margens do rio Baghkhali, abriga relíquias e artesanato birmanês, além de uma grande estátua de bronze de Buda de 3 metros de altura que repousa sobre um pedestal de 1,80 metro. Os tecelões exercem seu ofício em oficinas abertas e os artesãos fazem charutos artesanais em suas casas semelhantes a pagodes.
- Bangabandhu Sheikh Mujib Safari Park : Bangabandhu Sheikh Mujib Safari Park é o primeiro Safari Park em Bangladesh. Dulahazara Safari Park foi desenvolvido em uma paisagem ondulada de cerca de 2.224 acres (9,00 km2) de área em Chakaria Upazila no distrito de Cox's Bazar. A natureza da floresta é sempre verde tropical e rica em Garjan, Boilam, Telsur e Chapalish, juntamente com ervas, arbustos e trepadeiras. O Safari Park é uma área declarada protegida onde os animais são mantidos em uma área bastante grande com ambiente natural e os visitantes podem facilmente ver o animal sempre que visitam de ônibus, jipe ou a pé. Este parque foi estabelecido com base no modelo do sul da Ásia. Este parque de safári é uma extensão de um santuário de animais localizado ao longo da estrada Chittagong-Cox's Bazar, cerca de 50 quilômetros (31 mi) da cidade de Cox's Bazar. O próprio santuário protege um grande número de elefantes selvagens nativos da região. No parque safari, existem elefantes domesticados que estão disponíveis para um passeio. Outras atrações animais incluem leões, tigres de Bengala, crocodilos, ursos, chitals e uma variedade de pássaros e macacos.

O único aquário em Bangladesh fica em Cox's Bazar. As atrações também incluem parapente, ciclismo aquático, ciclismo de praia, passeios a cavalo, show de circo Cox Carnival, Daria Nagar Ecopark, Cox's Bazar Development Authority, inúmeras atrações arquitetônicas, Shishu Parks e vários locais fotogênicos. O maior parque de safári do país, o Bangabandhu Safari Park, fica nas proximidades. Existe uma reserva florestal, o Naf Tourism Park, que também tem um teleférico planejado.
- Radiant Fish World : Radiant Fish World é um aquário marinho.
- Cox's Bazar–Teknaf Marine Drive : É a estrada que vai de Cox's Bazar para Teknaf. Tem mar de um lado e morro do outro.[42]

Em 2013, o governo de Bangladesh formou a unidade de Polícia Turística para proteger melhor os turistas locais e estrangeiros, bem como cuidar da natureza e da vida selvagem nos pontos turísticos de Cox's Bazar.

## Galeria

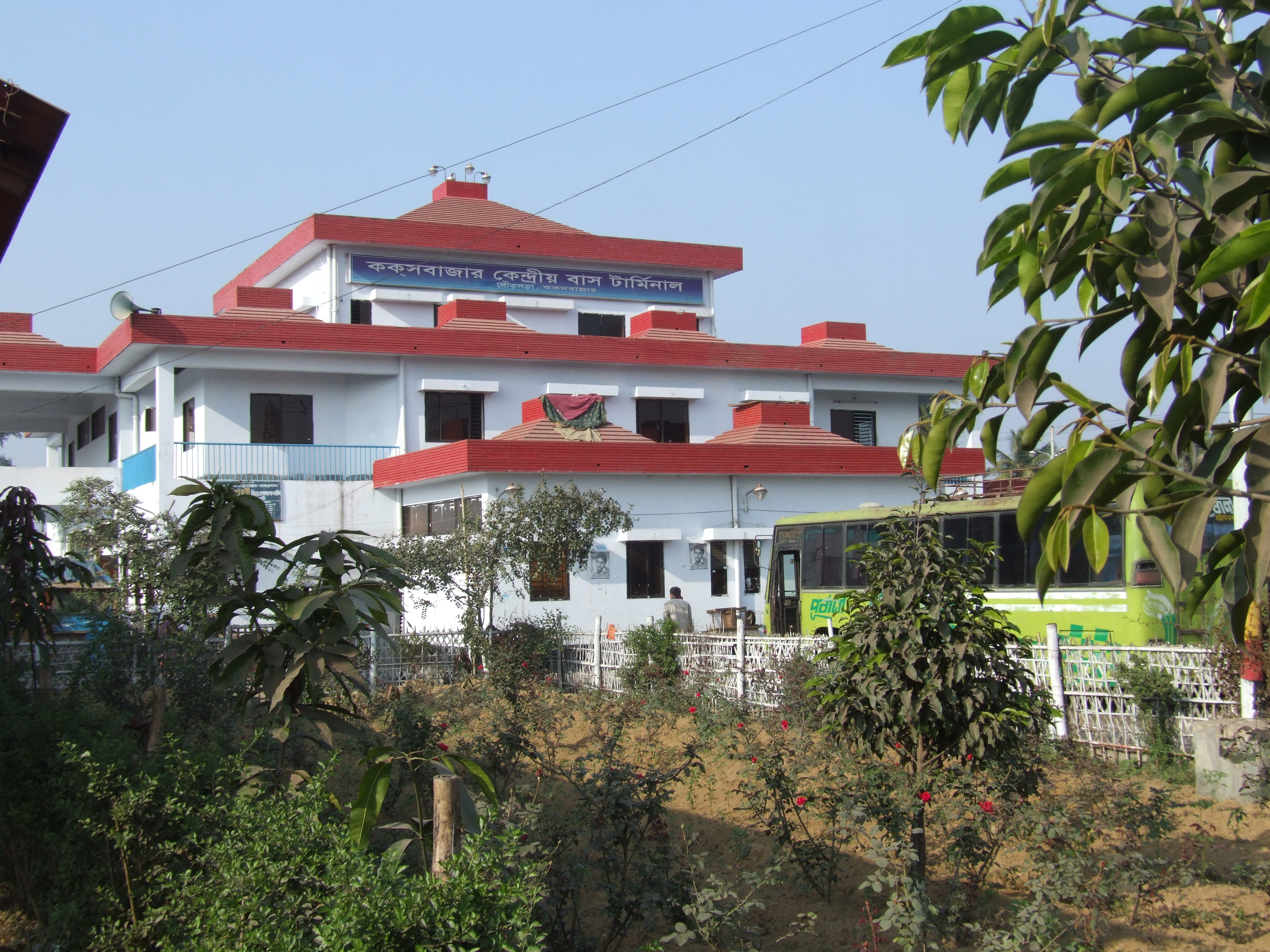
Terminal de autocarros de Cox's Bazar
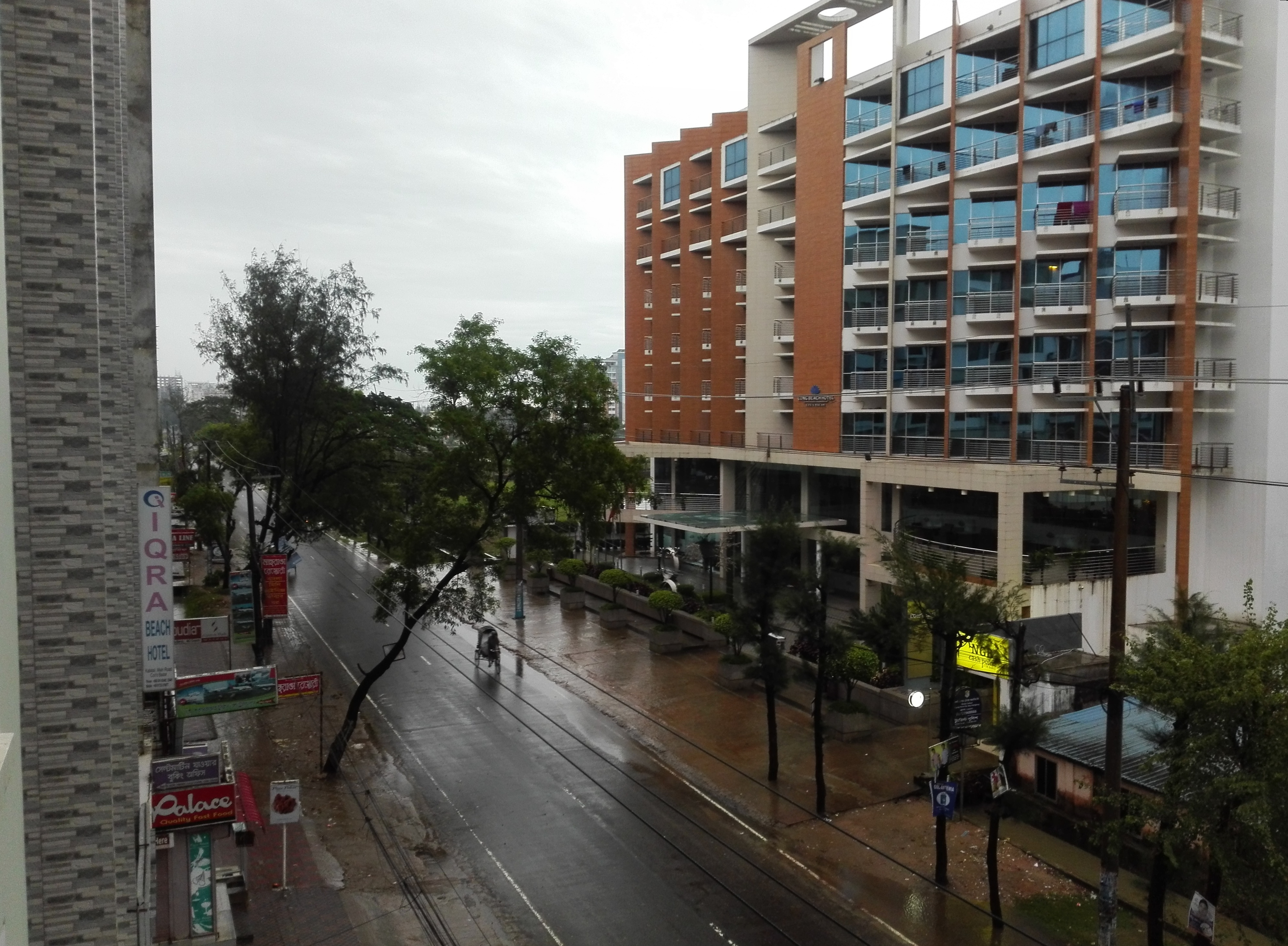
Vista da cidade de Cox's Bazar
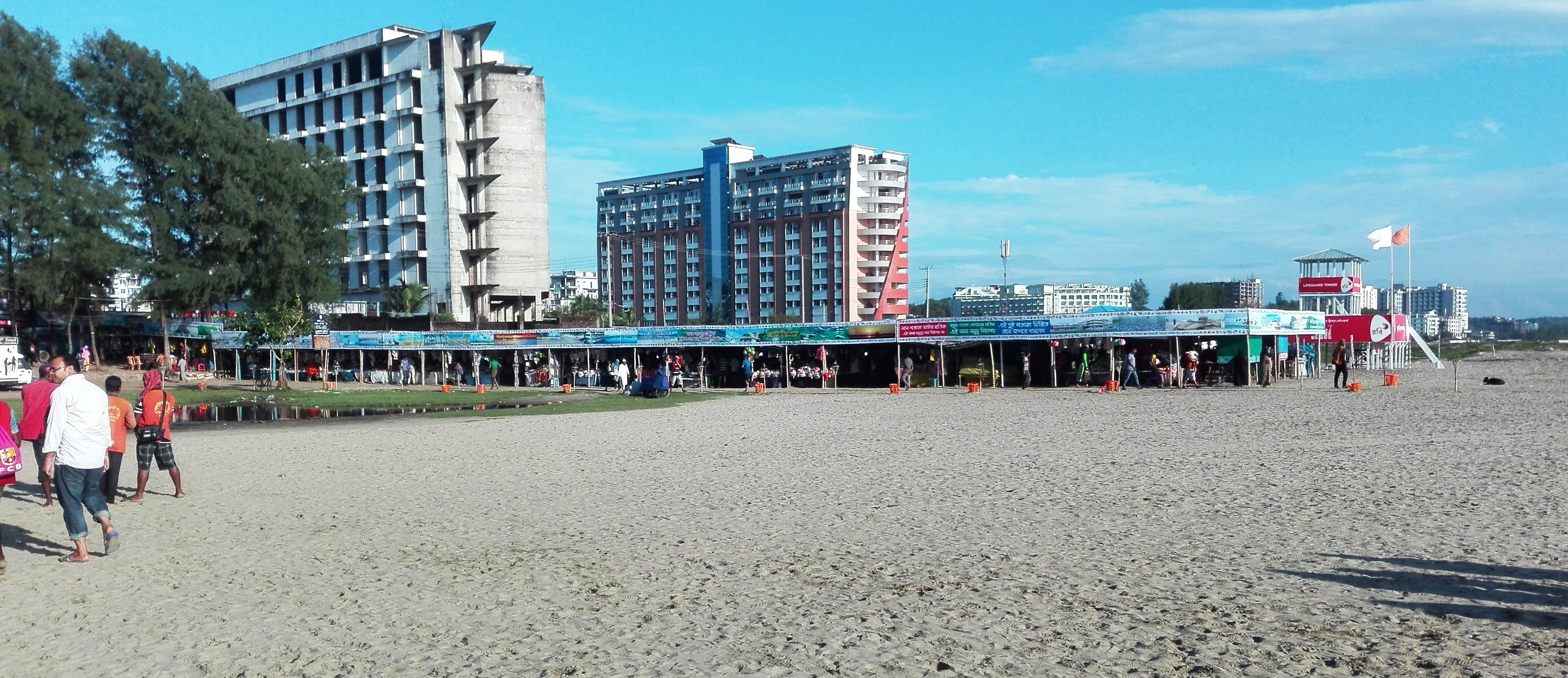
Vista da cidade no ponto Sugondha
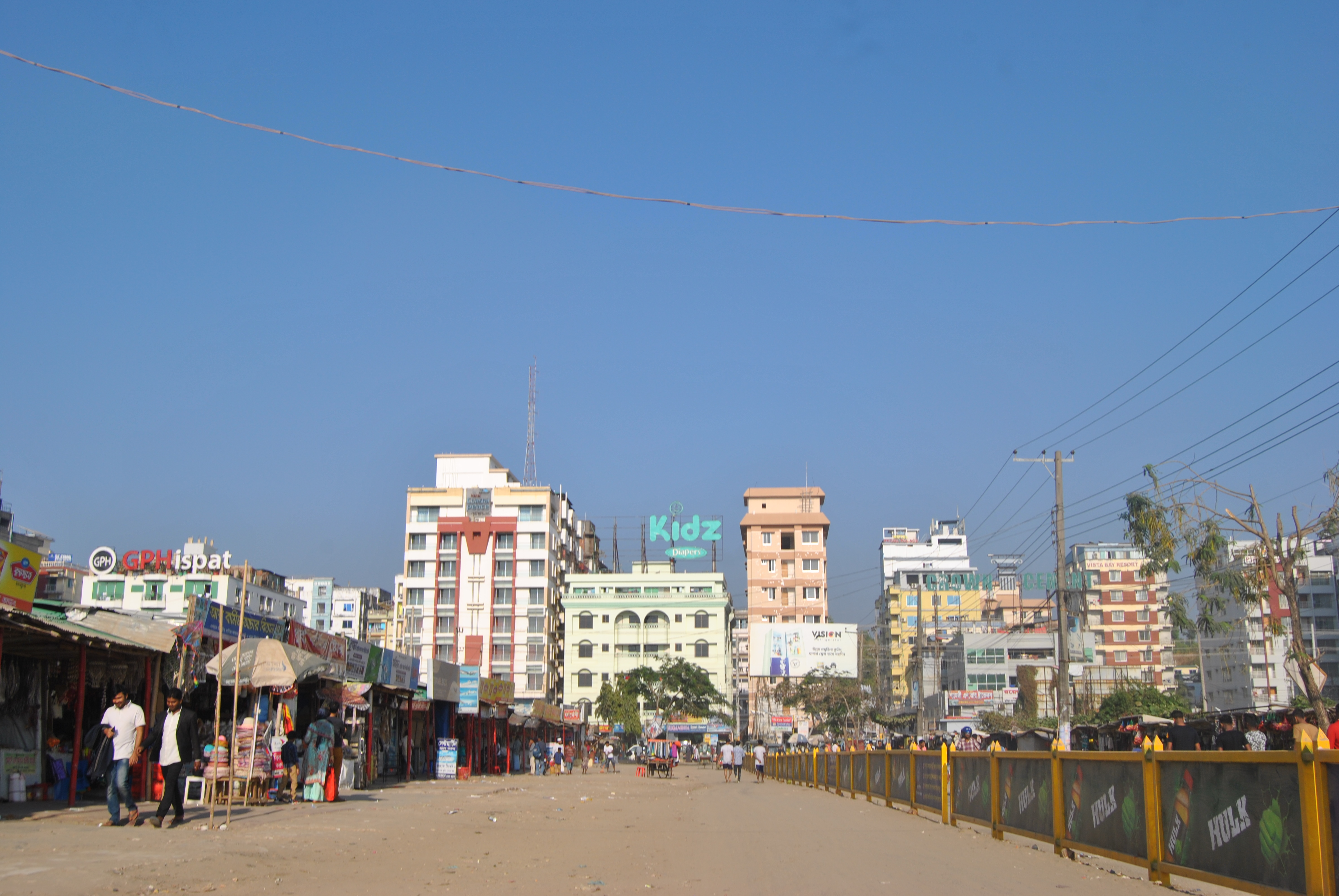
Área da praia
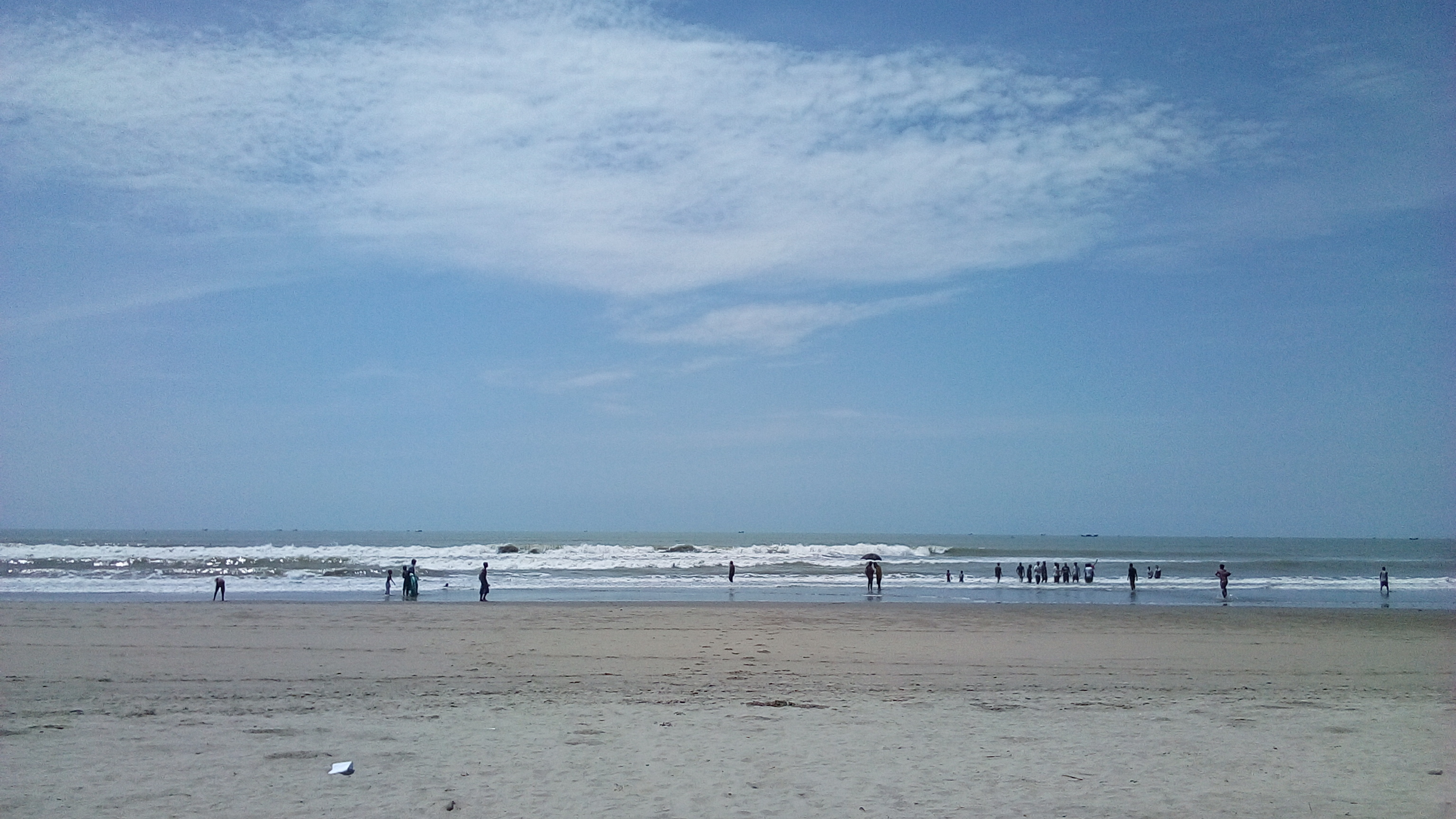
Cox's Bazar durante o dia
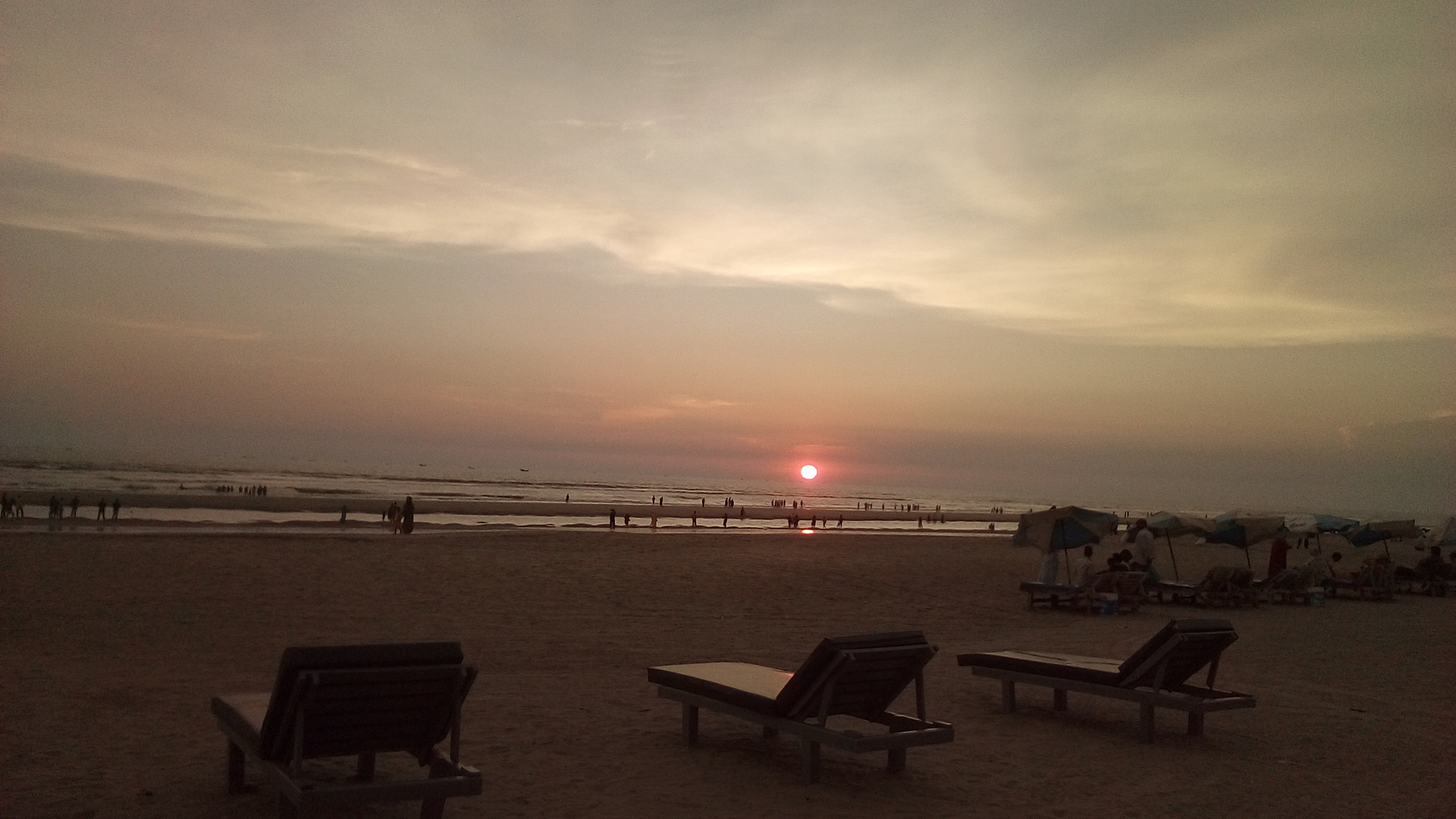
Praia oceânica de Cox's